# Charles Taze Russell
Charles Taze Russell, w środowisku badackim znany jako pastor Russell (ur. 16 lutego 1852 w Allegheny w Pensylwanii, Stany Zjednoczone; zm. 31 października 1916 w Pampa w Teksasie) – amerykański kaznodzieja i reformator religijny, twórca ruchu Badaczy Pisma Świętego (zwanego też „ruchem badackim”). Pierwszy redaktor i wydawca czasopisma „Strażnica Syjońska i Zwiastun Obecności Chrystusa” od roku 1879, prezes Towarzystwa Strażnica od czasu jego rejestracji prawnej w roku 1884 do swojej śmierci.
Autor Wykładów Pisma Świętego, serii sześciu książek na temat Biblii, których łączny nakład jeszcze za jego życia osiągnął blisko 10 milionów. Autor ponad 200 traktatów, z których niektóre wydano w ponad 50 milionach egzemplarzy. Autor kazań, przez trzynaście lat regularnie każdego tygodnia publikowanych w prasie, a w roku 1913 publikowanych równocześnie przez ponad 2 tysiące tytułów, docierających łącznie do ponad 15 milionów czytelników. Jego publikacje za jego życia były tłumaczone na 35 języków. Według gazety „The Continent” kazania publikowane przez C.T. Russella sprawiły, że stał się najbardziej rozpowszechnionym autorem chrześcijańskich publikacji w Stanach Zjednoczonych.

## Życiorys

### Dzieciństwo i młodość
Charles Taze Russell był drugim z pięciorga dzieci Josepha Lytel Russella (1813–1897) i Anny Elizy z domu Birney (1825–1861). Rodzice byli kupiecką rodziną prezbiterian pochodzenia szkocko-irlandzkiego. W roku 1845 wyemigrowali do Stanów Zjednoczonych i osiedlili się w Pensylwanii. Od wczesnego dzieciństwa Charles Russell odbierał gruntowne wychowanie religijne w duchu prezbiteriańskim. Mając zaledwie 11 lat zaczął pracować jako subiekt w sklepie z męską odzieżą należącym do ojca, a później został jego wspólnikiem. W wieku 15 lat powiększył firmę rodzinną i w końcu założył sieć sklepów. Dość szybko, bo już w wieku 9 lat, stracił trójkę rodzeństwa oraz matkę. Zwłaszcza strata matki spowodowała jego głębsze zainteresowanie tym, co się dzieje z człowiekiem po śmierci oraz wzbudziła wątpliwości dotyczące nauki o predestynacji.
W 1864 roku, pomimo wychowania w rodzinie o pokoleniowych tradycjach prezbiteriańskich, Charles przyłączył się do Kościoła kongregacjonalistów, ponieważ Kościół ten nie trzymał się prezbiteriańskiego przywiązania do teorii predestynacji. W wieku 14 lat został również członkiem YMCA (Chrześcijańskiego Stowarzyszenia Młodzieży Męskiej). Wypisując na chodnikach i ścianach domów wersety Pisma Świętego, zachęcał ludzi do pokuty i wiary. Nie mogąc jednak pogodzić się z niektórymi naukami, jak wiara w przeznaczenie czy wieczyste męki w piekle, w wieku 16 lat po rozmowie z kolegą zwątpił w chrześcijaństwo i zaczął szukać dla siebie wiary, również w religiach niechrześcijańskich, lecz poszukiwania te nie spełniły jego oczekiwań.

### Nauka i działalność Russella

#### Początki badania Biblii
W 1869 roku Charles T. Russell, wracając po pracy do domu, usłyszał pieśń religijną dobiegającą z zaniedbanego pomieszczenia w piwnicy. Zaciekawiony, czy spotykająca się tam mała grupa ma do zaoferowania coś więcej niż wielkie Kościoły chrześcijańskie, pojawił się na prezentacji zorganizowanej przez adwentystę Jonasa Wendella, dotyczącej powrotu Jezusa Chrystusa w roku 1873 lub 1874. Choć Russell nie zgadzał się ani z koncepcjami zniszczenia świata przedstawionymi przez Wendella, ani wyliczeniami wyznaczonego przez niego czasu, to jednak spotkanie to przywróciło mu zapał religijny. W 1870 roku, w wieku około 18 lat, wraz z grupą przyjaciół (około 6 osób) zaczął badać Pismo Święte niezależnie od dogmatów kościelnych. Była to pierwsza „klasa” studium Biblii, która dała początek ruchowi Badaczy Pisma Świętego. Grupa ta posługiwała się metodą, by niezrozumiałe fragmenty Biblii „tłumaczyła Biblia”. Przed studium modlili się do Boga o zrozumienie, następnie wyszukiwali i wypisywali wszystkie wersety biblijne poruszające jakiś temat. Na zakończenie formułowali wnioski.
Russell otwarcie przyznawał, że studiując Biblię korzystał z pomocy innych badaczy Pisma Świętego, którzy przed nim starali się zrozumieć nauki Biblii. Wśród osób, które miały na niego pośredni lub bezpośredni wpływ, wymieniał: George’a Stetsona, George’a Storrsa, Henry’ego Grewa, Jonasa Wendella czy Henry’ego Dunna.
W latach 1870–1875 poglądy religijne pierwszej klasy studium Biblii ulegały głębokim zmianom. W 1871 roku Charles T. Russell w wyniku tych studiów odrzucił nauki o nieśmiertelności duszy i wiecznych mękach w piekle. W 1872 roku zaczął głosić koncepcję „okupu” i „restytucji”. Od roku 1874 grupa Badaczy Pisma Świętego z Pittsburgha zaczęła obchodzić doroczną uroczystość upamiętniającą śmierć Jezusa nazwaną Pamiątką śmierci Chrystusa – obrzęd polegający na piciu wina i łamaniu chleba. W ramach tej społeczności Charles wraz z ojcem Josephem i siostrą Margaret zastanawiali się również nad właściwym rozumieniem chrztu i postanowili zostać ochrzczeni przez zanurzenie w wodzie, co miało miejsce w 1874 roku. W roku 1875 uznał i nauczał, że Jezus ma przyjść niewidzialnie, nie wskazał jednak daty jego powrotu. Temu tematowi poświęcił wydaną w 1877 roku broszurę pt. „Cel i sposób powrotu naszego Pana” (ang. The Object and Manner of the Lord's Returning).
W sierpniu 1873 roku, po nagłej śmierci Jonasa Wendella, do grupy Russella przyłączył się założony przez Wendella zbór biblijny. Nawiązał wówczas współpracę z George’em Storrsem z Brooklynu, w wyniku której w październiku 1876 roku jeden z pierwszych artykułów Russella ukazał się w piśmie „Bible Examiner” redagowanym przez George’a Storrsa. W tym artykule Russell wykazywał, że „czasy pogan” zakończą się w 1914 roku. Żydzi mają być przywróceni do dawnego stanu, królestwa pogańskie mają być rozbite w kawałki jak naczynia garncarskie, a królestwa tego świata staną się królestwami naszego Pana i jego Chrystusa i zostanie wprowadzony wiek sądu.

#### Współpraca z Nelsonem Barbourem
W styczniu 1876 roku, przebywając w podróży służbowej, C.T. Russell otrzymał czasopismo religijne „Herald of the Morning” (Zwiastun Poranka) wydawane przez Nelsona H. Barboura. Ponieważ Russell podzielał poglądy Barboura, pokrył jego wydatki, dzięki czemu latem 1876 roku w Filadelfii umówiono spotkanie, na którym obaj doszli do przekonania, że w roku 1874 nastąpiło jedynie niewidzialne przyjście Chrystusa na Ziemię. Russell uważał, że od 1874 roku zaczęło się szczęśliwe tysiąclecie. Tę początkową jego fazę nazwał Brzaskiem Tysiąclecia. Nauczał też, że w 1799 roku zaczęły się czasy ostateczne. Wtedy też pittsburska klasa studiów biblijnych, licząca około 30 osób, połączyła się z nieco liczniejszą grupą N.H. Barboura z Rochester.
Początkowo Russell nie zamierzał zakładać nowego wyznania. Dlatego w 1877 roku zorganizował zebranie, na które zaprosił wszystkich duchownych z Pittsburgha i Allegheny, aby przedstawić im ustalenia, do których doszła klasa studiów biblijnych z Allegheny. Pragnął poprzez ustanowione Kościoły dotrzeć z naukami biblijnymi do wszystkich ludzi. Uważał, że jeżeli uda mu się dowieść, że w dawnych czasach miało miejsce odstępstwo od nauk biblijnych oraz że Biblia może być obecnie lepiej zrozumiana, duchowni ci będą mogli wykorzystać swoje wpływy, aby przekonać duchownych całego świata do głoszenia przesłania ze swych ambon. Na spotkanie przybyła około jedna trzecia zaproszonych duchownych. Mimo długiej dyskusji nikt nie zgodził się z przedstawionymi przez Russella koncepcjami. Wtedy też Russell doszedł do wniosku, że należy dotrzeć do poszczególnych ludzi, a nie do wielkich kościołów chrześcijaństwa.
W tym samym roku C.T. Russell zaczął wyprzedawać swoje udziały w spółkach handlowych i poświęcił się działalności ewangelizacyjnej, głosząc o obecności Chrystusa oraz naukę o okupie. Odtąd podróżował od miasta do miasta, wygłaszając odczyty biblijne na zebraniach publicznych, ulicach i w kościołach protestanckich. Właśnie dzięki tej działalności stał się znany jako „pastor” Russell. Jako swojego pastora obierały też Russella lokalne zgromadzenia członków ruchu w Allegheny (w październiku 1876), w Brooklynie (1909), Londynie (1911) oraz inne.

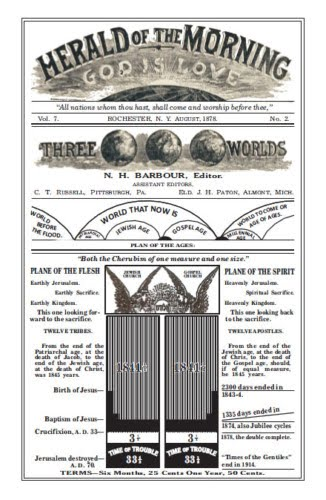
„Herald of the Morning” z sierpnia 1878 roku, wydawany przez N.H. Barboura, C.T. Russella i J.H. Patona

Od października 1876 roku do stycznia 1879 roku Charles T. Russell, Nelson H. Barbour i John H. Paton wydawali wspólnie miesięcznik „Herald of the Morning”. Russell wniósł własne środki finansowe, które postawiły czasopismo na nogi, i został jego współredaktorem. W tym czasie Russell i Barbour zgodnie twierdzili, że zmartwychwstanie „klasy niebiańskiej” miało się rozpocząć w roku 1878. Różnili się jednak jeśli chodzi o szczegóły. Według koncepcji, którą przedstawił Russell, zmarli członkowie tej klasy („święci”) mieli zostać wzbudzeni w 1878 roku, a żyjący członkowie tej grupy mieli być zabierani w chwili śmierci. W późniejszym okresie Badacze Pisma Świętego spodziewali się, że zostaną zabrani do nieba wraz z końcem „czasów pogan” w roku 1914. W związku ze zbliżaniem się roku 1878 Russell wraz z Barbourem i Patonem rozpoczęli trwającą kilka miesięcy energiczną kampanię głoszenia „powrotu Pana”.

#### „Strażnica”
Gdy nie spełniły się oczekiwania wobec roku 1878, na początku roku 1879 doszło pomiędzy Russellem a Barbourem do różnic dotyczących nauki o okupie, który za ludzi złożył Jezus Chrystus. Ponieważ Barbour odrzucił okup, Russell postanowił się z nim rozstać. W lipcu tego samego roku rozpoczął samodzielnie wydawać czasopismo „Zion's Watch Tower and Herald of the Christ's Presence” („Strażnica Syjońska i Zwiastun Obecności Chrystusa”), której był także redaktorem. Pierwszy numer ukazał się w nakładzie 6 tysięcy egzemplarzy, a do 1914 roku nakład wzrósł do 50 tysięcy egzemplarzy. Równocześnie z ukazaniem się tego czasopisma, Russell rozpoczął objazd powstających klas po Stanach Zjednoczonych. Zaraz po rozpoczęciu wydawania „Strażnicy Syjońskiej” Russell zaczął zachęcać czytelników, aby zapraszali jego lub któregoś ze współpracowników do siebie. Odwiedził w ten sposób Pensylwanię, New Jersey, Massachusetts i Nowy Jork.
W roku 1878 poprzez Josepha Lytel Russella z nauczaniem C.T. Russella zapoznała się Emma H. Ackley, a poprzez nią jej rodzice Mahlon i Salena Ackleyowie oraz rodzeństwo Maria Frances, zamężna siostra Laura J. Raynor i żonaty brat Lemuel H. Ackley. Wkrótce cała ta rodzina okazała zainteresowanie poglądami Charlesa T. Russella. 13 marca 1879 roku, po trzymiesięcznej znajomości, Russell zawarł związek małżeński z Marią Frances Ackley (1850–1938); dzieci nie mieli. W 1887 roku para nieoficjalnie adoptowała urodzoną w Kalifornii Rose J. Ball (1869–1950), której zmarli rodzice prawdopodobnie należeli do pierwszych zwolenników C.T. Russella.
W „Strażnicy Syjońskiej” z października i listopada 1881 roku C.T. Russell wyraźnie rozróżnił osoby Ojca i Syna, nazywając wyłącznie Ojca Istotą Najwyższą o imieniu Jehowa, a w wydaniu z czerwca 1882 uznał, że Trójca ma korzenie pogańskie i nie pochodzi z Biblii.
W 1881 roku powstało w Pittsburgu Stowarzyszenie pod nazwą „Zion’s Watch Tower Tract Society” (Towarzystwo Traktatowe – Strażnica Syjońska), którego prezesem został William H. Conley, a sekretarzem-skarbnikiem i rzeczywistym liderem sam Russell. Towarzystwo to służyło koordynowaniu działalności zborów, a także drukowaniu i rozpowszechnianiu literatury religijnej. Aby ułatwić zarządzanie ofiarowanymi na ten cel datkami, Russell zarejestrował Towarzystwo 15 grudnia 1884 roku jako spółkę akcyjną według praw stanu Pensylwania i został jego prezesem.
Od czerwca 1881 roku nastąpiła intensyfikacja działalności wydawniczej Russella. W tym czasie najważniejsze znaczenie miało czasopismo „Strażnica”, książka „Cel i sposób przyjścia naszego Pana” oraz podróżowanie po kraju z wykładami. Russell przygotował broszurę wyjaśniającą kwestię, dlaczego Bóg dopuszcza zło pod tytułem „Pokarm dla myślących chrześcijan”, wydaną pierwotnie jako specjalny numer „Strażnicy” z września 1881 roku. W dużych miastach Wielkiej Brytanii do rąk ludzi chodzących do kościoła trafiło 300 tysięcy egzemplarzy tej broszury. Inną używaną wówczas publikacją była książka Cienie Przybytku „Lepszych Ofiar”. W publikacji tej Russell ukazał, w jaki sposób wydarzenia ze Starego Testamentu obrazują historie opisane w Nowym Testamencie, stanowiąc ogniwo łączące obie części Biblii.

#### „Wykłady Pisma Świętego”

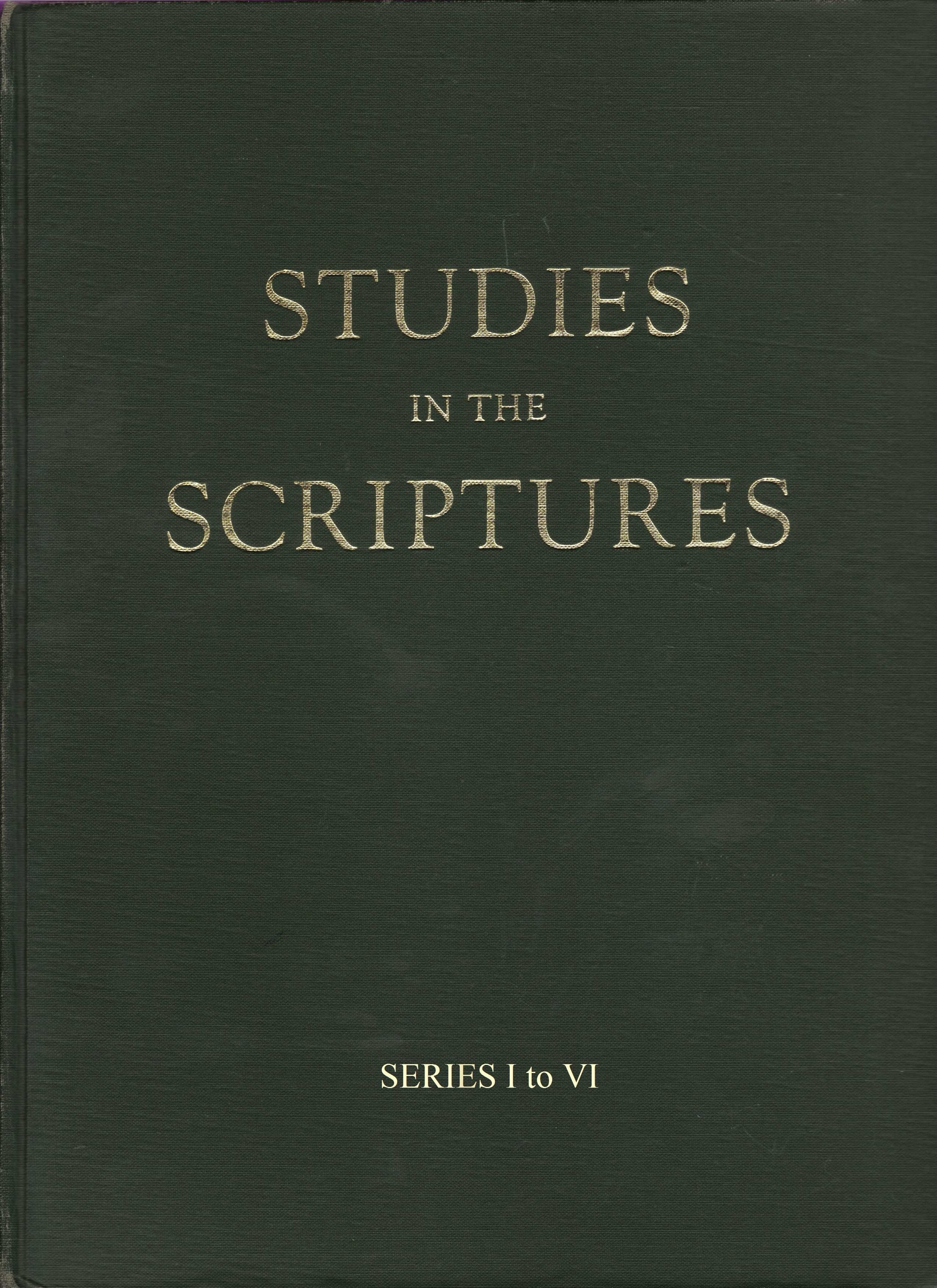
Seria Wykładów Pisma Świętego

Jesienią 1881 roku przeciwnicy C.T. Russella zaczęli przedstawiać go jako kupca, który próbuje zdobyć wielkie bogactwo, używając w tym celu religii. W tym czasie Russell napisał, a roku 1886 wydał, pierwszy tom Wykładów Pisma Świętego pt. „Boski Plan Wieków”. Nauczał w nim, że Pan Bóg w swoim zachowaniu wobec ludzi kieruje się ściśle określonym planem, którego zarysy przedstawił w książce. W tym samym roku po uroczystości Pamiątki przypadającej na 18 kwietnia zorganizowano w Pittsburghu pierwszą trzydniową konwencję (zgromadzenie) Badaczy Pisma Świętego.
W 1889 roku Charles Russell wybudował nową siedzibę Towarzystwa Strażnica (Dom Biblijny) i równocześnie prowadził pracę nad drugim tomem Wykładów Pisma Świętego, wydanym w tym samym roku pod tytułem „Nadszedł czas”. W tym dziele Russell zawarł swoje wyjaśnienia czasu i sposobu powrotu Chrystusa na ziemię oraz umieścił obszerne wyjaśnienia utożsamiające Wielki Babilon z Apokalipsy z papiestwem jako systemem.
W 1891 roku Russell wydał trzeci tom Wykładów Pisma Świętego pod tytułem „Przyjdź Królestwo Twoje”. Tom ten zawierał nauki na temat oczyszczenia wierzących chrześcijan. W nim także twierdził, że piramida Cheopsa (której autorstwo niektórzy ówcześni pisarze przypisywali Melchizedekowi) była Bożym Świadkiem i Biblią w Kamieniu – ze względu na układ korytarzy i komnat, które mierzone w odpowiednich proporcjach i jednostce dawały według niego liczby kojarzone z biblijnymi proroctwami.
Ponadto, w 1891 roku Russell pojechał do Kanady, gdzie na konwencji w Toronto przemawiał do 700 osób i jeszcze w tym samym roku wraz z żoną odbył podróż do Europy i na Bliski Wschód (obecne kraje: Irlandia [Queenstown, Cork, Dublin, Belfast, Londonderry, Armagh], Szkocja, Dania [Kopenhaga], Niemcy [Hannover, Kolonia, Moguncja, Berlin, Wittenberga, Lipsk, Drezno], Polska [Kraków], Czechy [Praga], Austria [Wiedeń], Mołdawia [Kiszyniów], Ukraina [Odessa], Turcja [Stambuł], Grecja, Izrael [Jafa], Egipt, Włochy [Pinerolo], Szwajcaria [Berno], Francja [Paryż, Strasburg], Belgia [Bruksela, Antwerpia] oraz Holandia [Rotterdam, Amsterdam, Haga] i Anglia [Londyn, Liverpool]). Celem tej wyprawy było osobiste spotkanie z członkami zborów w Wielkiej Brytanii, w Rosji, w zachodniej i wschodniej Europie oraz w krajach basenu morza Śródziemnego. Po zakończeniu tej pierwszej z dwunastu podróży do Europy podwoił wysiłki przy tłumaczeniu publikacji na języki europejskie.
W roku 1891 na okładce „Strażnicy” umieścił krzyż w koronie, który widniał na niej do 1931 roku. W 1893 roku w związku z wystawą światową, która odbywała się w Chicago od 1 maja do 30 października C.T. Russell zorganizował pierwszą konwencję poza Allegheny. Została ona przeprowadzona w dniach od 20 do 24 sierpnia, a uczestniczyło w niej 360 osób, spośród których 70 zostało ochrzczonych. W 1894 roku Russell wprowadził regularną objazdową służbę pielgrzymów, obsługującą zainteresowane tym zbory.
W latach 1891–1897 Russell napisał czwarty tom Wykładów Pisma Świętego pod tytułem „Walka Armagieddonu”, w którym wykazał błędy tzw. „nominalnego chrześcijaństwa”, polegające na tym, że jego zdaniem nie przyniosło ono od Boga spodziewanego owocu. W 1896 roku podjęto decyzję zmiany nazwy Towarzystwa Traktatowego – Strażnica Syjońska na Towarzystwo Biblijne i Traktatowe – Strażnica (ang. Watch Tower Bible and Tract Society; WTB&TS).
W roku 1896 rozpoczął się długotrwały konflikt z żoną. Lata 1896 i 1897 były dla Russella szczególnie bolesne, gdyż żona nie chciała pogodzić się z faktem, że nie mogła publikować artykułów w Strażnicy i w listopadzie 1897 roku ich pożycie małżeńskie faktycznie się rozpadło. Maria F. Russell wynajęła dla siebie apartament i zamieszkała oddzielnie. Przez następne lata, choć małżonkowie żyli oddzielnie, C.T. Russell łożył na utrzymanie żony. Od roku 1897 do 1899 Russell napisał piąty tom Wykładów Pisma Świętego pod tytułem „Pojednanie pomiędzy Bogiem a człowiekiem”, w którym przedstawił swoje opinie o dziele Okupu i pojednaniu człowieka z Bogiem, dokonane przez Jezusa Chrystusa.

#### Rozwój działalności

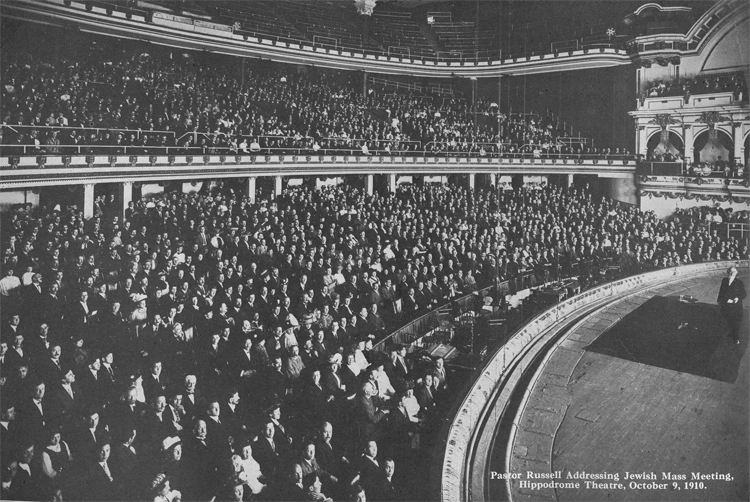
C.T. Russell wygłasza przemówienie „Syjonizm w proroctwie” do 4 tys. Żydów w nowojorskim Hippodrome Theatre,
9 października 1910 r.

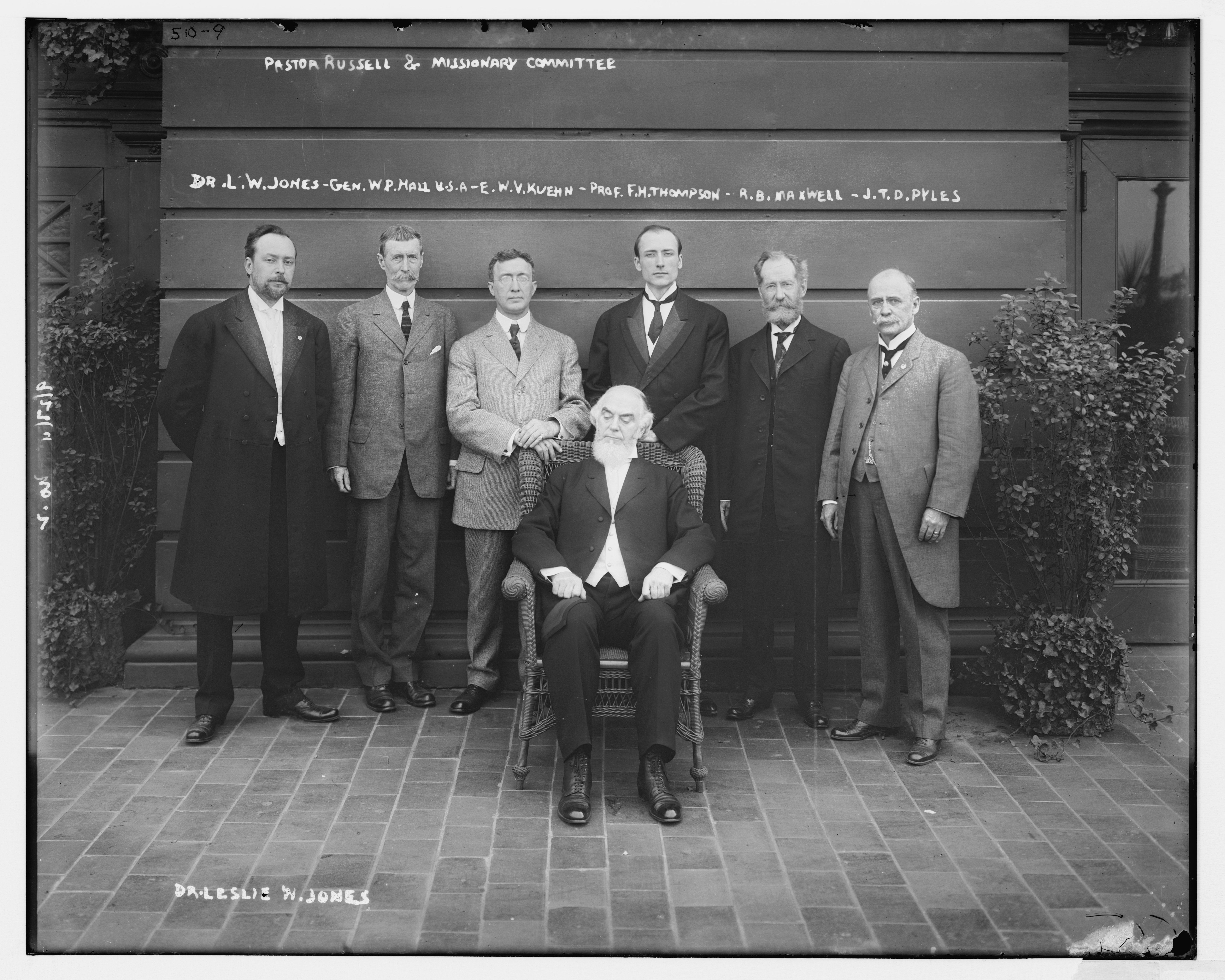
Siedmioosobowy Komitet Misyjny w podróży dookoła świata 1911–1912 (od góry od lewej: dr Leslie W. Jones, gen. William Preble Hall, Ernest Wilson V. Kuehn, Frederick Homer Robison, Robert B. Maxwell, John T.D. Pyles i poniżej C.T. Russell)

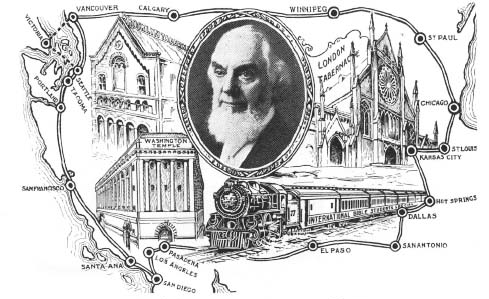
Transkontynentalna podróż C.T. Russella – czerwiec 1913

Począwszy od roku 1898 Badacze Pisma Świętego oprócz mniejszych konwencji lokalnych zaczęli regularnie urządzać większe konwencje generalne. W miarę pojawiania się potrzeb Russell otwierał nowe Biura Towarzystwa Strażnica w innych krajach (za jego życia w 7 krajach). Pierwsze biuro w Europie powstało 23 kwietnia 1900 roku w Londynie, w Anglii. W Wielkiej Brytanii istniało wówczas dziewięć zborów, skupiających 138 Badaczy. W lipcu 1902 roku C.T. Russell polecił swoim zwolennikom, by nie przywiązywali wagi do kwestii koloru skóry, dzięki czemu jego zbory stały się jednymi z pierwszych w pełni zintegrowanych rasowo ugrupowań religijnych w Stanach Zjednoczonych. W tym samym roku Towarzystwo Strażnica opublikowało Biblię paralelną Holmana z „Pomocami do bereańskiego badania Pisma Świętego”. W latach 1899–1904 Russell napisał szósty tom Wykładów Pisma Świętego, który ukazał się w roku 1904 pod tytułem „Nowe Stworzenie”.
W październiku 1903 roku Russell wziął udział w sześciodniowej debacie publicznej w Carnegie Hall w Pittsburghu, do której wezwał go Ephraim L. Eaton, pastor kościoła metodystyczno-episkopalnego z North Avenue, reprezentujący zrzeszenie kaznodziejów protestanckich w zachodniej Pensylwanii. W tej debacie Russell dowodził, że umarli są naprawdę martwi i że nie żyją ani w niebie, ani w piekle. W lokalnej prasie co rano ukazywał się artykuł szczegółowo relacjonujący debatę z poprzedniego dnia. Stało się to źródłem pomysłu, by co tydzień kazania Russela ukazywały się w różnych gazetach na terenie Stanów Zjednoczonych, a później także Kanady, Europy, Australii i RPA. Od 1904 roku były one przesyłane do różnych redakcji telegraficznie.
W tym czasie żona Russella zaczęła głosić idee praw kobiet, prohibicji i prawo żony do stania się faktyczną głową domu, co doprowadziło wiosną 1903 roku do sprawy sądowej i przyznania Marii F. Russell alimentów w wysokości 40 dolarów miesięcznie (sprawę do sądu wniosła pani Russell). W 1906 roku Maria F. Russell domagała się rozwodu, początkowo sugerując cudzołóstwo męża. Dwa lata później, 4 marca 1908 roku, pani Russell przyznano podwyższone alimenty (100 dolarów miesięcznie) i orzeczono separację od stołu i łoża, ale nie rozwód. Po zakończonym procesie C.T. Russell wygrał dwie sprawy sądowe wytoczone przeciw dziennikowi „The Washington Post” oraz chicagowskiej gazecie religijnej „Mission Friend”, szeroko relacjonujących proces sądowy i rozpowszechniających w związku z nim na temat Russella nieprawdziwe informacje.
W 1902 roku otworzono biura Towarzystwa Strażnica w Barmen-Elberfeld (obecnie część Wuppertalu) w Niemczech, a w 1904 roku w Melbourne w Australii. W 1903 roku Russell ponownie udał się z podróżą do Europy. W latach 1905–1907 Russell wygłaszał wykład publiczny, na temat: „Do piekła i z powrotem! Kto w nim przebywa? Nadzieja, że wielu powróci”, za każdym razem ściągając rzesze słuchaczy.
Od lutego 1908 roku do czerwca 1911 roku działalność Russella wzmogła się do tego stopnia, że wynajmowano parę wagonów kolejowych, którymi Russell i grupa współpracowników jeździli z konwencji na konwencję. Russell odbył również kolejne podróże do Europy oraz na Bliski Wschód, w latach 1908, 1909, 1910 (dwa razy), 1911 (dwa razy), 1912 (dwa razy), 1913 i 1914. W trakcie podróży w 1909 roku Russell odwiedził Palestynę, gdzie zaprzyjaźnił się z żydowskimi liderami i dał wykład w Jerozolimie. Odwiedzał również ziemie polskie: Kraków, Warszawę i Lwów.
Ponieważ uważano, że gdyby kazania Russella ukazywały się w większym ośrodku miejskim, byłyby przedrukowywane przez większą liczbę gazet, w roku 1909 przeniesiono Dom Biblijny z Allegheny do nowej siedziby przy Hicks Street w Brooklynie (od 1898 roku dzielnica Nowego Jorku). Inauguracyjne otwarcie miało miejsce 31 stycznia 1909 roku. W 1908 roku kazania Russella były drukowane w 11 gazetach, osiągających łączny nakład 402 000 egzemplarzy. Kilka miesięcy po przeprowadzce kazania Russella były publikowane w ponad 400 tytułach. W końcu kazania te drukowało 2000 gazet, docierających do 15 milionów czytelników.
W 1909 roku C.T. Russell podjął szersze działania zmierzające do nawiązania kontaktu z Żydami syjonistycznymi. W lutym tego roku Russell otrzymał propozycję pisania artykułów i kazań dla miesięcznika „Overland Monthly”, w którym publikował aż do śmierci. Gazeta rozpoczęła publikację artykułów Russella od serii dwunastu artykułów pt. „Wybrany Lud Boży” skierowanych do Żydów. 5 czerwca 1910, wkrótce po powrocie z Ziemi Świętej, w przepełnionej słuchaczami Akademii Muzycznej w Brooklynie wygłosił wykład „Jeruzalem – święte miasto”, którym po przedrukowaniu go przez prasę żydowską wzbudził zainteresowanie środowisk żydowskich. W efekcie 9 października 1910 roku Russell na zaproszenie Leo Wolfsohna (1882–1959), przewodniczącego Stowarzyszenia Żydów Rumuńskich, wygłosił publiczny wykład do Żydów w hali wyścigów konnych w Nowym Jorku na temat „Syjonizm w proroctwie”, którego wysłuchało 4 tysiące osób. Podobne wykłady wygłaszał do Żydów w Anglii. W 1911 roku odwiedził w tym celu również Wiedeń, Budapeszt, Kraków, Lwów i Berlin. Podczas wizyty w Austrii, podczas przemówienia w Wiedniu w 1911 roku, tłum podpuszczony przez rabina J.L. Magnesa przerwał zebranie, na którym Russell miał przemawiać. Również we Lwowie i w Berlinie doszło do podobnych incydentów. W 1912 roku wydał broszurę „Pocieszenie dla Żydów”, przedstawiającą ideę powrotu łaski Bożej dla narodu żydowskiego.
Na przełomie lat 1911 i 1912 roku Russell ruszył z cyklem wykładów dookoła Ziemi. Trasa podróży wiodła przez Honolulu, Jokohamę, Tokio, Kobe, Nagasaki, Szanghaj, Hongkong, Manilę, Singapur, Penang, Bengal, Trivandrum, Nagarkoil, Kottarakkara, Keszaw Puram, Visakhapatnam, Kalkutę, Madras, Benares, Lucknow, Bombaj, Kolombo, Aden, Memfis, Gizę, Aleksandrię, Kair, Ateny Pireus, Korynt, Patras, Brindisi, Rzym, Paryż i Londyn. Wykładów wysłuchało wiele tysięcy osób, utworzono około 40 nowych zborów. Po powrocie przygotowano tłumaczenia literatury na cztery języki używane w Azji.
W lutym i na początku marca 1913 roku po konwencji odbywającej się w „Duval Theater” w Jacksonville na Florydzie Russell wyruszył w podróż misyjną do Panamy, krajów karaibskich, Jamajki i Kuby. W Panamie przemawiał w teatrach w mieście Colón i w stolicy, w Kingston na Jamajce w „Collegiate Hall”, w Hawanie na Kubie – w największych audytoriach miast regionu. Wszędzie zdecydowaną większość jego słuchaczy stanowiła ludność kolorowa. Z Hawany przez Key West, Tampa i Pensacola na Florydzie, gdzie również wygłaszał przemówienia publiczne, powrócił do Nowego Jorku.

#### Zarzuty stawiane Russellowi
W czerwcu 1912 roku John Jacob Ross (1871–1935), pastor baptystów z James Street Baptist Church w Hamilton, w prowincji Ontario, zarzucił C.T. Russellowi podawanie się za osobę biegle znającą języki hebrajski i grecki. Sam Russell jednak nigdy nie twierdził, że posiada wyjątkową znajomość oryginalnych języków biblijnych, lecz przyznawał, że w swoich studiach biblijnych korzysta z 4 słowników biblijnych i 32 przekładów Pisma Świętego. Choć sąd niższej instancji uznał, że J.J. Ross jest winny zniesławienia, w marcu 1913 roku Wysoki Sąd w Ontario odrzucił pozew C.T. Russella o zniesławienie wytoczony przeciw J.J. Rossowi. Russell w jednym pozwie zawarł trzy zarzuty o pomówienie, co oznaczało, że musiał w jednym procesie uzasadnić zasadność każdego z nich. Sąd zajął się tylko zarzutem dotyczącym znajomości języków biblijnych przez Russella. W trakcie rozprawy przed sądem Russell przyznał, że nie zna języka greckiego, czego jednak nigdy nie twierdził, jak to zarzucał mu Ross.
10 stycznia 1913 roku sąd oddalił pozew C.T. Russella przeciw gazecie „Brooklyn Eagle” w związku z opublikowaną w gazecie karykaturą, która wraz z towarzyszącym jej opisem przedstawiała go jako kupca wykorzystującego wiernych. Sąd uznał, że C.T. Russell nie dowiódł w wystarczający sposób obraźliwego charakteru karykatury, nie rozstrzygał jednak sporu dotyczącego zasadności zarzutów gazety. Choć zarówno prawnicy, jak też znajomi nakłaniali Russella do złożenia odwołania w obu procesach, uważając, że wygra oba procesy, sam Russell uznał, iż wynik spraw wynikał ze słabości systemu sądowniczego, a nie zasad sprawiedliwości. Stwierdził też, że gdyby zatrzymywał się nad każdym swoim krytykiem, by prostować nieprawdziwe zarzuty, nie posunął by orędzia poselstwa biblijnego do przodu.

#### Rok 1914

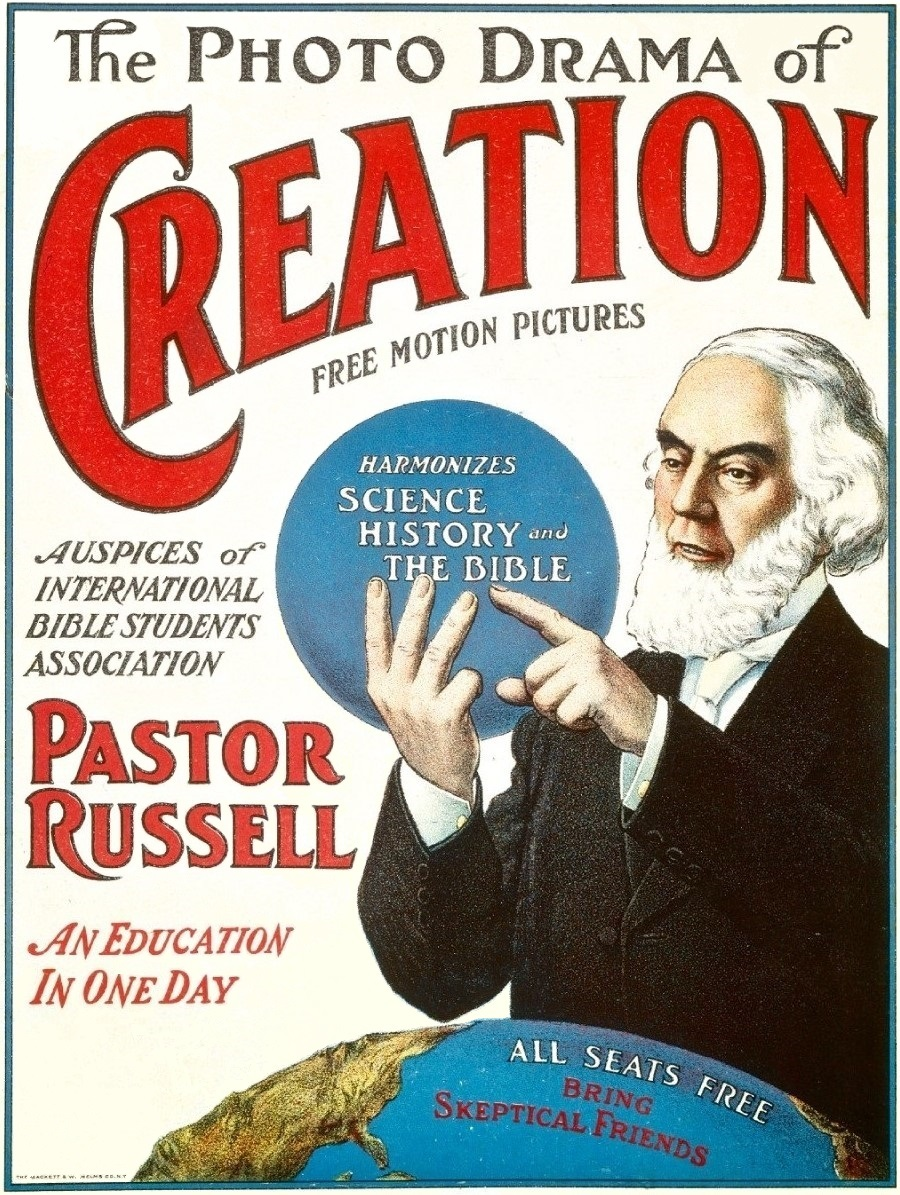
Afisz reklamujący projekcję Fotodramy stworzenia

Przed rokiem 1914 Russell odbył wiele podróży z wykładami, których wysłuchały dziesiątki tysięcy osób. Rozpowszechniono miliony książek, setki milionów traktatów oraz ogromną liczbę innych publikacji w 35 językach. W prasie codziennej szeroko drukowano jego kazania już od końca roku 1903.
W tym czasie Russell i jego współpracownicy, oczekujący końca czasów pogan, zrealizowali zestaw filmów i kolorowych przezroczy, zsynchronizowanych z nagraniami płytowymi muzyki i tekstów komentarza, pod nazwą „Fotodrama stworzenia” (było to pionierskie osiągnięcie w dziedzinie filmu dźwiękowego i kolorowego), który przedstawiał dzieje ziemi od jej stworzenia do końca 1000-letniego panowania Chrystusa. Premiera „Fotodramy stworzenia” odbyła się w styczniu 1914 roku. Do końca tego roku „Fotodramę stworzenia” obejrzało ponad dziewięć milionów ludzi w Ameryce Północnej, Europie, Palestynie, Nowej Zelandii i w Australii.
30 czerwca 1914 roku założył w Londynie filię europejską Towarzystwa Strażnica pod nazwą Międzynarodowe Stowarzyszenie Badaczy Pisma Świętego (International Bible Students Association, IBSA). Zarejestrowana w Londynie korporacja, która dysponowała drukarnią, zajmowała się kolportażem i propagowaniem pism Russella, a także wysyłała wykładowców do różnych krajów europejskich. W 1916 roku powstała europejska filia Towarzystwa Strażnica w Zurychu. Russell tłumaczył istnienie wielu towarzystw względami prawnymi.
W październiku 1914 dobiegł kresu oczekiwany przez Badaczy i głoszony od 1879 roku okres czasów pogan. Według Badaczy w tym momencie Jezus Chrystus objął w niebie rządy, jako „Szilo”, a także skończyło się „deptanie Jerozolimy przez pogan”. Od sierpnia tego roku trwała już I wojna światowa, co wielu utożsamiało z tym proroctwem. Część oczekiwań Russela i Badaczy nie spełniła się jednak. Wcześniej oczekiwano upadku wszystkich struktur światowych, kościołów, zmartwychwstania umarłych (szczególnie świętych Starego Testamentu) i porwania żywych badaczy do nieba (tego ostatniego spodziewał się najpierw wcześniej, tuż przed rokiem 1914). Później uważał, że wydarzy się to w latach 1915 lub 1918.

#### Śmierć i pogrzeb
Jesienią 1916 roku stan zdrowia Russella gwałtownie się pogorszył. Mimo to 16 października 1916 roku pastor Russell oraz jego sekretarz Menta Sturgeon (1867–1935) wyruszyli w podróż z wykładami do zachodniej części Stanów Zjednoczonych. Podróż prowadziła przez Kanadę, Detroit, stany Illinois, Kansas i Teksas do Kalifornii. Russell czuł się źle i odczuwał bolesne dolegliwości, dlatego w niektórych miastach podczas wykładów musiał zastępować go sekretarz. Po raz ostatni Russell przemawiał publicznie wieczorem 24 października w San Antonio w stanie Teksas, przedstawiając wykład publiczny zatytułowany „Płonący świat”. Swój ostatni wykład do zboru wygłosił w Los Angeles, w niedzielę 29 października 1916 roku. Wówczas zdał sobie sprawę, że jest za słaby, by kontynuować dalszą podróż. Odwołał pozostałe wykłady i postanowił wrócić do Domu Betel w Brooklynie. Dwa dni później zmarł w trakcie podróży powrotnej w wagonie kolejowym w miejscowości Pampa, w stanie Teksas w wieku 64 lat.
Uroczystości pogrzebowe odbyły się 5 listopada 1916 w sali City Temple w Nowym Jorku i 6 listopada w Carnegie Music Hall w Pittsburghu (Pensylwania, Stany Zjednoczone). Wieczorem 6 listopada, zgodnie z ostatnią wolą Russella, został on pochowany w Allegheny (obecnie dzielnica Pittsburgha) na cmentarzu Rosemont United Cemetery, na parceli należącej do rodziny Betel, w pobliżu grobu jego ojca Josepha L. Russella (zmarłego w 1897 roku). Na nagrobku oprócz nazwiska, zdjęcia i dat znajduje się napis „Pastor Russell” i „Posłaniec Laodycejski”, co jest nawiązaniem do Księgi Objawienia 3:14–22. W 1921 na obrzeżach cmentarza, w pewnej odległości od nagrobka C.T. Russella oraz nagrobków innych członków rodziny Betel, ustawiono pamiątkową kamienną piramidę jako „wzorowaną na uwieńczeniu Wielkiej Piramidy w Egipcie, symbolizującej Chrystusa”, co nawiązywało do pism Russella.
Charles Taze Russell wygłosił ponad 30 000 kazań, napisał książki objętości w sumie ponad 50 000 stron. W roku 1916 czasopismo „Strażnica” ukazywało się w 11 językach: angielskim (od 1879), niemieckim (1897), duńskim (1900), francuskim (1903), włoskim (1903), szwedzkim (1904), fińskim (1913), węgierskim (1914), greckim (1915), polskim (1915) i rumuńskim (1916). Jeszcze za jego życia jego publikacje zaczęły ukazywać się w 35 językach.

## Dziedzictwo Russella
Po śmierci Russella nastąpił kryzys w ruchu Badaczy Pisma Świętego. Jego następcą na stanowisku prezesa Towarzystwa Strażnica dnia 6 stycznia 1917 roku został mianowany przez walny zjazd akcjonariuszy Joseph Franklin Rutherford.
Część Badaczy odrzuciła ten wybór, uważając siebie za prawdziwych zwolenników Russella. W 1918 roku utworzyli oni Pastoralny Instytut Biblijny, który wkrótce podzielił się na mniejsze grupy. W Polsce należą do nich Świecki Ruch Misyjny „Epifania” (po roku 1925), Zrzeszenie Wolnych Badaczy Pisma Świętego (od roku 1928) i Stowarzyszenie Badaczy Pisma Świętego (powstałe w roku 1935).
Natomiast główna grupa związana z założonymi przez Russella Towarzystwem Strażnica i czasopismem „Strażnica” 26 lipca 1931 roku przyjęła nazwę Świadkowie Jehowy.